# أحمد الشيخ (صحفي)
     لشخصية أخرى تحمل اسم أحمد الشيخ، طالع أحمد الشيخ (توضيح).

أحمد الشيخ (ولد في 20 يوليو 1949 في مدينة نابلس - ) هو صحفي فلسطيني يعمل في قناة الجزيرة وهو المدير العام لموقع الجزيرة نت.

## النشأة ومشواره المهني
ولد الشيخ في قرية جماعين لعائلة ذات أصول مغربية، فدرس وتخرج بدرجة البكالوريوس لغة إنجليزية من الجامعة الأردنية عام 1972، ثم عمل مدرسا في الأردن والكويت. بدأ عمله الصحفي محررا ومترجما غير متفرغ في تلفزيون الكويت وجريدتي "القبس" و"الأنباء" عام 1976. في عام 1996 التحق بقناة الجزيرة التي عمل بها حتى ارتقى رئيسا للتحرير عام 2004 ثم مستشارا لرئيس مجلس إدارة شبكة الجزيرة عام 2010.
قدم برنامج "الشريعة والحياة" الذي كان أول برنامج حواري تذيعه الجزيرة مباشرة على الهواء عام 1996. كما أعد وأنتج وأخرج وثائقيات "الشاهد" و"أفغانستان" وأجرى مقابلات مع مسؤولين وقدم برنامج "مراسلون" لسنوات عديدة.

## محطات العمل
- مجلة البراق الكويتية
- تلفزيون الكويت
- التلفزيون العربي لهيئة الاذاعة البريطانية
- قناة الجزيرة 1996؛ منذ 29 سنوات

## مقدم برامج تلفزيونية
- مراسلون
- الشريعة والحياة